# 阿克塞爾·貝林豪森
阿克塞爾·貝林豪森（德語：Axel Bellinghausen）是德國的一位足球運動員。在場上司職中場。他現在效力于德甲球隊杜塞爾多夫。 

## 外部連結
- fussballdaten.de：Axel Bellinghausen之統計數據 （德文）